# Palais-Royal
Palais-Royal (tidligere Palais-Cardinal) er et palæ beliggende i 1. arrondissement i Frankrigs hovedstad Paris. Palæet omfatter også parken le jardin du Palais-Royal.
I meget af sin historie var palæet den officielle residens for en sidelinje af den franske kongefamilie, Huset Orléans. Det var også længe kendt som underholdningscentret i Paris. Bygningen er i øjeblikket sæde for Conseil d'État, Comédie-Française, den franske forfatningsdomstol Forfatningsrådet og Det franske Kulturministerium.